# Polia caeca
Polia caeca är en djurart som tillhör fylumet slemmaskar, och som beskrevs av Félicien Chapuis 1886. Polia caeca ingår i släktet Polia, fylumet slemmaskar och riket djur. Inga underarter finns listade i Catalogue of Life.